# James G. Robinson
James G. Robinson, detto Jim (...), è un produttore cinematografico statunitense.

## Biografia

### Carriera
Robinson è un produttore losangelino noto per aver partecipato a diverse grandi uscite hollywoodiane come Robin Hood - Principe dei ladri, L'ultimo dei Mohicani, Una vita al massimo, la serie cinematografica Ace Ventura e il suo corrispondente videoludico del 1996.
A Los Angeles ha fondato la compagnia cinematografica Morgan Creek, della quale ricopre la carica di presidente e amministratore delegato, con suo figlio David nella posizione di vicepresidente.
Per il 2011 è prevista l'uscita di Dream House  e una biografia per il cinema ancora senza titolo sul defunto rapper Tupac Shakur, dei quali è produttore.
È suocero dell'attrice Susan Ward, moglie di suo figlio David, e zio di Alicia Fusting, anche lei nel settore dello spettacolo, con all'attivo piccole parti in serie televisive e film minori.

## Filmografia
- The Stone Boy (1984)
- Girls Just Want to Have Fun (1985)
- Grunt! The Wrestling Movie (1985)
- Là dove il fiume è nero (Where the River Runs Black) (1986)
- Young Guns - Giovani pistole (Young Guns) (1988)
- Inseparabili (Dead Ringers) (1988)
- Skin Deep - Il piacere è tutto mio (Skin Deep) (1989)
- Renegades - faccia di rame (Renegades) (1989)
- Nemici - Una storia d'amore (Enemies: A Love Story) (1989)
- L'esorcista III (The Exorcist III) (1990)
- Cabal (Nightbreed) (1990)
- Coupe de Ville (1990)
- Young Guns II - La leggenda di Billy the Kid (Young Guns II) (1990)
- Uno sconosciuto alla porta (Pacific Heights) (1990)
- Robin Hood - Principe dei ladri (Robin Hood: Prince of Thieves) (1991)
- Freejack - in fuga nel futuro (Freejack) (1992)
- White Sands - tracce nella sabbia (White Sands) (1992)
- Frequenze pericolose (Stay Tuned) (1992)
- L'ultimo dei Mohicani (The Last of the Mohicans) (1992)
- La ragazza della porta accanto (The Crush) (1993)
- Una vita al massimo (True Romance) (1993)
- Ace Ventura - L'acchiappanimali (Ace Ventura: Pet Detective) (1994)
- Major League - la rivincita (Major League II) (1994)
- Una bionda sotto scorta (Chasers) (1994)
- Il verdetto della paura (Trial by Jury) (1994)
- Crimini immaginari (Imaginary Crimes) (1994)
- Rosso d'autunno (Silent Fall) (1994)
- Ace Ventura - Missione Africa (Ace Ventura: When Nature Calls) (1995)
- Ladri per amore (Two If by Sea) (1996)
- Il grande bullo (Big Bully) (1996)
- Diabolique (1996)
- Bad moon - Luna mortale (Bad Moon) (1996)
- Wild America (1997)
- Incognito, regia di John Badham (1997)
- Major League - La grande sfida (Major League: Back to the Minors) (1998)
- Il fuggitivo della missione impossibile (Wrongfully Accused) (1998)
- Soldier (1998)
- Il re ed io (The King and I) (1999)
- Chill Factor - Pericolo imminente (Chill Factor) (1999)
- The In Crowd (2000)
- Gli ultimi fuorilegge (American Outlaws), regia di Les Mayfield (2001)
- Juwanna Mann (2002)
- I'll Be There - Mio padre è una rockstar (2003)
- L'esorcista - La genesi (Exorcist: The Beginning) (2004)
- Dominion: Prequel to the Exorcist (2005)
- Rischio a due (Two for the Money) (2005)
- L'uomo dell'anno (Man of the Year) (2006)
- The Good Shepherd - L'ombra del potere (The Good Shepherd) (2006)
- Donne, regole... e tanti guai! (Georgia Rule) (2007)
- Sydney White - Biancaneve al college (Sydney White) (2007)
- Ace Ventura 3 (Ace Ventura: Pet Detective Jr.) (2009)
- L'esorcista - Il credente (The Exorcist: Believer), regia di David Gordon Green (2023)